# 塞雷卡
塞雷卡（Séléka）是中非共和國一個武裝聯盟，在2012年成立，主要由穆斯林組成，當中許多人是來自乍得和蘇丹的僱傭兵。「塞雷卡」在桑戈語的意思是「聯盟」，意指他們由争取团结民主力量联盟、争取正义与和平爱国者同盟等組織的成員組成。
在成立初期，塞雷卡的領導人是米歇尔·乔托迪亚，武裝人員估計有1000至2000人，而對抗他們的政府軍兵力最多有3500人，然而政府軍裝備、訓練不足，士氣低落，無力抵擋叛軍進攻。
2013年1月11日，塞雷卡與中非共和國政府簽署停火協議，同意共組聯合過渡政府。2013年3月21日，塞雷卡以政府不遵守停火協議為理由，重新發動軍事攻勢，3月24日攻佔中非首都班吉，推翻總統弗朗索瓦·博齐泽，塞雷卡的米歇尔·乔托迪亚自立為總統。非洲聯盟宣佈對塞雷卡領導人實施制裁，聯合國安理會也強烈譴責塞雷卡以武力奪權的行為。
2013年4月，中非共和國「過渡委員會」選舉喬托迪亞為臨時總統。
2013年6月，人權觀察指控塞雷卡成員持續襲擊及殺害平民並放火燒毀多條村落，要求聯合國安理會制裁需要對嚴重侵犯人權負上責任的塞雷卡領導人。
2013年9月，喬托迪亞宣佈解散塞雷卡，前塞雷卡成員在名義上被編入新的國家軍隊內，不過他們襲擊平民的行為未有停止。新政府未能制止塞雷卡成員對基督教徒平民的暴行，導致基督教徒組織民兵反抗及襲擊穆斯林報復。2013年12月，基督教徒民兵「反巴拉卡」攻擊首都班吉。至2014年1月，已有超過1000人在族群衝突中被殺，接近100萬人逃離家園避難。許多前塞雷卡成員被反巴拉卡成員殺死，而前塞雷卡成員也襲擊平民作為反報復。2014年1月10日，喬托迪亞與總理尼古拉·蒂昂蓋伊宣佈辭職。
2014年7月，塞雷卡與反巴拉卡達成停火協議，可是塞雷卡的軍事領導人隨即反對協議，主張應該把中非共和國一分為二，分開基督教徒與穆斯林。
2021 年 10 月，对前塞雷卡民兵穆罕默德·赛义德的指控确认听证会在国际刑事法院 (ICC) 开始。 这名前民兵涉嫌在 2013 年和 2014 年犯下危害人类罪和战争罪。这是塞雷卡前成员第一次面对法院的法官。